# سولزفلو
سولزفلو (بالإنجليزية: Sulzfluh)‏ هو أحد جبال سلسلة سلسلة راتيكون ويقع في كانتون غراوبوندن في سويسرا. يحتل المرتبة رقم 263 في قائمة جبال سويسرا من حيث الارتفاع، إذ يبلغ ارتفاعه حوالي 2818 متر، بينما يبلغ ارتفاع نتوء الجبل 475 متر، هذا وقد سجل أول وصول لقمة الجبل عام 1782.